# Lista do Patrimônio Mundial nas Seicheles
A Organização das Nações Unidas para a Educação, a Ciência e a Cultura (UNESCO) propôs um plano de proteção aos bens culturais do mundo, através do Comité sobre a Proteção do Património Mundial Cultural e Natural, aprovado em 1972. Esta é uma lista do Patrimônio Mundial existente nas Seicheles, especificamente classificada pela UNESCO e elaborada de acordo com dez principais critérios cujos pontos são julgados por especialistas na área. As Seicheles, um arquipélago africano de grande diversidade natural no Oceano Índico, ratificou a convenção em 9 de abril de 1980, tornando seus locais históricos elegíveis para inclusão na lista.
O sítio Atol de Aldabra foi o primeiro local das Seicheles incluído na lista do Patrimônio Mundial da UNESCO por ocasião da 6ª Sessão do Comitè do Património Mundial, realizada em Paris (França) em 1982. Desde a mais recente adesão à lista, as Seicheles totalizam 2 sítios classificados como Patrimônio da Humanidade, sendo ambos os locais de classificação Natural. 

## Bens culturais e naturais
As Seicheles contam atualmente com os seguintes lugares declarados como Patrimônio da Humanidade pela UNESCO:
| | Atol de Aldabra |
| Bem natural inscrito em 1982. |                 |
| Localização: Aldabra |                 |
| Este local é formado por uma lagoa rasa aprisionada entre quatro grandes ilhas de corais que, por sua vez, são cercadas por um recife de corais. Seu isolamento e difícil acesso o preservaram da influência humana e o tornaram um refúgio para cerca de 152.000 tartarugas gigantes, que constituem a maior população desse tipo de réptil no mundo. (UNESCO/BPI) |                 |

| | Reserva da Natureza do Vallée de Mai |
| Bem natural inscrito em 1983. |                                      |
| Localização: Ilha de Praslin |                                      |
| Localizada no coração da pequena ilha de Praslin, esta reserva abriga os vestígios de uma floresta natural de palmeiras que preservou praticamente intacta seu estado original. Neste local está a maior semente do reino vegetal, o famoso "coco do mar", fruto de uma palmeira que se acreditava, em tempos passados, crescer no fundo do mar. (UNESCO/BPI) |                                      |

## Lista Indicativa
Em adição aos sítios inscritos na Lista do Patrimônio Mundial, os Estados-membros podem manter uma lista de sítios que pretendam nomear para a Lista de Patrimônio Mundial, sendo somente aceitas as candidaturas de locais que já constarem desta lista. Desde 2013, as Seicheles possuem 2 locais na sua Lista Indicativa.
| Sítio                                | Imagem | Localização     | Ano  | Dados UNESCO       | Descrição |
| ------------------------------------ | ------ | --------------- | ---- | ------------------ | --- |
| Ruínas das Missões da Cidade de Venn |        | Ilha de Mahé    | 2013 | Cultural: (iv)(vi) | As Ruínas das Missões da Cidade de Venn estão situadas na Ilha de Mahé, mais precisamente no sudoeste do Parque Nacional Morne Seychellois, a uma altitude de 450 metros. É servida pela estrada pública Victoria-Sans Souci-Port Glaud que atravessa a cadeia de montanhas centrais que vai de leste a oeste. O local fica a 6 km da cidade e pode ser alcançado por veículo em 20 minutos.                                                                                        |
| Ilha Silhouette                      |        | Ilha Silhouette | 2013 | Misto: (v)(x)      | Silhouette foi a primeira ilha do grupo a ser avistada quando as ilhas foram descobertas em 1609, mas não foi fundada até o início do século XIX. A partir de 1860, foram feitas tentativas de desenvolver partes da ilha para agricultura ou silvicultura. Uma ampla gama de plantas foi introduzida para culturas de madeira, frutas, especiarias e óleos. Estas estão todas abandonados hoje, mas as plantas ainda podem ser encontradas crescendo nos lugares mais improváveis. |